# Mohamed Bektach
Mohamed Bektach, est un dey d'Alger qui règne quelques années de février 1707 à mars 1710.